# Batu Itam (Tapak Tuan)
Batu Itam is een bestuurslaag in het regentschap Aceh Selatan van de provincie Atjeh, Indonesië. Batu Itam telt 2058 inwoners (volkstelling 2010).